# 小坂奇石
小坂 奇石（こさか きせき、1901年1月13日 - 1991年10月6日）は、日本の書家。徳島県海部郡美波町（旧由岐町）出身。本名は小坂 光太郎（みつたろう）。関西大学中退。書道研究璞社（ぼくしゃ）初代会長。
娘の小坂淳子は徳島県立文学書道館名誉館長。「奇石体」と呼ばれる独自の書風を確立し、書家としては初めて日本芸術院恩賜賞を受賞した。

## 経歴
- 1901年（明治34年）1月13日 - 徳島県海部郡三岐田町（由岐町から現・美波町）に生まれる。
- 1914年（大正03年） - 阿部捉龍に師事。
- 1917年（大正06年） - 黒木拝石に師事（1945年（昭和20年）まで）。
- 1921年（大正10年） - 関西大学専門部入学（1923年病気中途退学）。
- 1924年（大正13年） - 徳島三岐田町に臨濤書会をつくり主宰。
- 1927年（昭和02年） - 関西書道会で入賞。
- 1929年（昭和04年） - 漢学者梅見有香、土田江南、増田半劍、長岡参寥、土屋竹雨師事。
- 1935年（昭和10年） - 東方書道会展特選入賞（以後4年連続特選入賞）。
- 1937年（昭和12年） - 関西書道会理事審査員。
- 1941年（昭和16年） - 東方書道会理事。
- 1947年（昭和22年） - （社）日本書芸院創立・理事・審査員。
- 1948年（昭和23年） - 第4回日展（書道参加第1回）「牀屏山水図歌」入選。
- 1949年（昭和24年） - 大阪市主催関西展審査員。
- 1950年（昭和25年） - 第6回日展「白楽天詩」特選。師黒木拝石没。
- 1951年（昭和26年） - 有魚会（璞社の前身）発足。
- 1955年（昭和30年） - 璞社設立。
- 1956年（昭和31年） - 日展審査員。
- 1957年（昭和32年） - 現代書道二十人展（朝日新聞主催）第一回展より出品。没年まで（例外が一回?）出品。
- 1960年（昭和35年） - 奈良学芸大学（現・奈良教育大学）助教授、日展評議員。
- 1961年（昭和36年） - 還暦記念個展（大阪高島屋画廊））日本書芸院顧問・審査員。
- 1962年（昭和37年） - 奈良教育大学教授（昭和41年まで）。
- 1966年（昭和41年） - 徳島大学講師（昭和54年まで）。
- 1967年（昭和42年） - 書道研究誌『書源』創刊。大阪（府・市合同）芸術賞。
- 1970年（昭和45年） - 高野山大学教授。「寒山詩」で日展文部大臣賞。万国博迎賓館並自治体館に作品陳列。
- 1971年（昭和46年） - 古稀記念個展（東京日本橋三越画廊）。
- 1972年（昭和47年） - 四国女子大学講師。
- 1976年（昭和51年） - 日展参与。讀賣書展審査員、由岐町名誉町民。
- 1978年（昭和53年） - （社）日本書芸院名誉顧問。
- 1980年（昭和55年） - 徳島県文化賞受賞。
- 1981年（昭和56年） - 奈良教育大学名誉教授。第25回現代書道二十人展開催。「寒山詩二首」で日本芸術院賞・恩賜賞を受賞[1]、受賞作品を日本藝術院が買上。（社）日展参事、（社）日本書芸院顧問。紺綬褒章受章。小松島市に史跡、旧跡、名勝顕彰の石碑を書く。
- 1982年（昭和57年） - 勲三等瑞宝章。
- 1984年（昭和59年） - 読売書法会名誉会員。
- 1990年（平成02年） - 璞社名誉会長。
- 1991年（平成03年） - 10月6日死去。戒名は常照院光寿奇石居士。従五位。
- 1997年（平成09年） - 遺作寄贈（徳島県立文学書道館、リーヴスギャラリー小坂奇石記念館（大阪市法楽寺）財）、驥山館（長野県篠ノ井））。

故郷徳島の徳島県立文学書道館には、書作品三百余点とコレクション・蔵書などが小坂淳子から寄贈され、奈良市自宅の書斎を再現した「奇石窟」が設置されている。

## 主な門弟
- 江口大象（日展特別会員・璞社会長）
- 山本大悦（日展審査員・璞社会長）
- 阿部醒石（日展会員・合気道家）
- 松永暘石（日展会員）
- 青木大寧（日展会友・岡山県書道連盟顧問・青樹会主宰・書家）
- 川村龍洲（日展会友）
- 東南光（徳島大学名誉教授）
- 佐和靖石（靖和会主宰・書家）

## 著書・作品集
- 『奇石・鐵山墨遊展』小坂奇石、1970年4月。
- 『小坂奇石作品集』小坂奇石〈小坂奇石個展図録〉、1971年3月。
- 『黙語室雑記 喜寿記念文集』璞社、1978年2月。
- 『小坂奇石作品集』小坂奇石〈喜寿記念個展図録〉、1978年2月。
- 『小坂奇石作品集成』講談社、1980年3月。
- 『小坂奇石作品集』小坂奇石〈小坂奇石書作展図録〉、1980年9月。
- 『小坂奇石 現代の巨匠 墨』芸術新聞社〈墨 48号〉、1984年5月。
- 『小坂奇石臨書集』 巻1、西東書房〈現代名家臨書範〉、1987年2月。ISBN 978-4-88098-205-2。
- 『小坂奇石臨書集』 巻2、西東書房〈現代名家臨書範〉、1987年8月。ISBN 978-4-88098-206-9。
- 『性霊集語録 書の手本』 乾、書藝界、1987年。
- 『性霊集語録 書の手本』 坤、書藝界、1987年。
- 『黙語堂雑記 米寿記念文集』璞社、1988年2月。
- 『黙語堂雑記 米寿記念文集』璞社、1989年4月。
- 『小坂奇石作品集 米寿記念』璞社、1989年4月。
- 由岐町編 編『小坂奇石作品集 卒寿記念』由岐町・由岐町教育委員会、1990年11月。
- 江口大象編 編『和雅の境地小坂奇石 人と作品』同朋舎出版、1992年8月。
- 『小坂奇石の生涯』璞社、1993年6月。
- 『小坂奇石作品集 徳島県収蔵』 第1集、小坂淳子、1997年9月。
- 『小坂奇石作品集 徳島県収蔵』 第2集、小坂淳子、2003年1月。
- 『「書の求道者・小坂奇石の世界」展』徳島県立文学書道館、2003年1月。
- 『小坂奇石文集』 上、徳島県立文学書道館〈ことのは文庫〉、2008年3月。
- 『小坂奇石文集』 下、徳島県立文学書道館〈ことのは文庫〉、2008年3月。
- 『小坂奇石』芸術新聞社〈墨 ニュークラシック・シリーズ〉、2012年12月。ISBN 978-4-87586-349-6。